# Aliaksei Mzhachyk
Aliksei Uladzimiravich Mzhachyk (bielorruso: Аляксей Уладзіміравіч Мжачык - Pinsk; 30 de junio de 1996-Alemania; 1 de agosto de 2021) fue un levantador de pesas bielorruso. Se ubicó en el puesto 12 en el evento masculino de +105 kg en los Juegos Olímpicos de Río de Janeiro 2016 celebrados en Río de Janeiro, Brasil.
En categorías específicas por edad, ganó la medalla de bronce en el Campeonato de Europa de Halterofilia Juvenil y Sub-23 de 2017. Terminó octavo en el Campeonato Europeo de Halterofilia de 2017 y decimotercero en el Campeonato Mundial de Halterofilia de 2018. 
Mzhachyk falleció en un accidente automovilístico en Alemania el 1 de agosto de 2021 con sólo 25 años.